# Herb Zaklikowa

Dawna wersja herbu

Herb Zaklikowa – jeden z symboli miasta i gminy Zaklików.

## Wygląd i symbolika
Herb przedstawia na tarczy w polu czerwonym wizerunek srebrnej głowy oślej. Jest to nawiązanie do herbu Półkozic i historycznego herbu miasta.

## Historia
Przez wiele lat panowało przekonanie, że historycznym herbem Zaklikowa jest herb Topór, taka informacja pojawiła się m.in. w publikacji Miasta polskie w Tysiącleciu, do niego również odwoływały się władze gminy (choć błędnie upodabniały go do herbu Oksza). W 2013, w związku z planowanym przywróceniem praw miejskich miastu, gmina Zaklików zleciła dr Henrykowi Seroce opracowanie projektu herbu. Historyk przygotował dwa projekty nowego symbolu gminy, różniły się one barwą osła (srebrną – preferowaną przez autora ze względów historycznych lub czarną, o której pisał Marian Gumowski). Wyboru barwy miały dokonać władze gminy w porozumieniu z MSWiA. Brak uchwały potwierdzającej zatwierdzenie herbu przez Radę Miasta, choć nowy wizerunek można odnaleźć na stronie internetowej gminy oraz w Biuletynie Informacji Publicznej.